# Per-Gunnar Andersson
Per-Gunnar Andersson né le 10 mars 1980 à Årjäng (Värmland) est un pilote de rallye suédois qui pilote actuellement en Championnat du monde des rallyes. 
Il a remporté le J-WRC en 2004 et 2007.

## Carrière
- 2004 : vainqueur du championnat du monde des rallyes junior
- 2005 : 6e du championnat du monde des rallyes junior
- 2006 : 3e du championnat du monde des rallyes junior
- 2007 : vainqueur du championnat du monde des rallyes junior
- 2008 : 16e du championnat du monde des rallyes

## Galerie photos

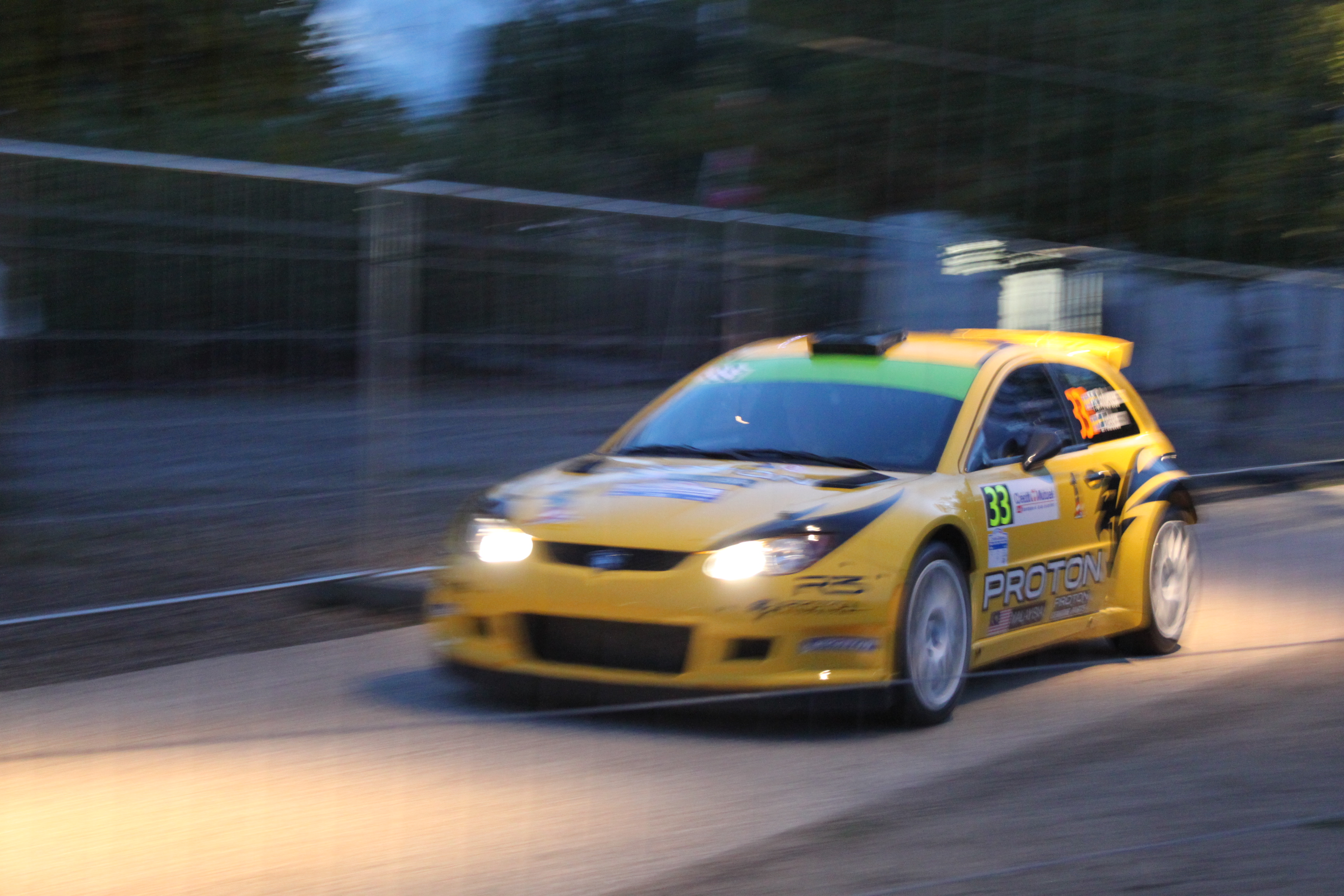
Per-Gunnar Andersson au Rallye de France-Alsace 2012

Per-Gunnar Andersson
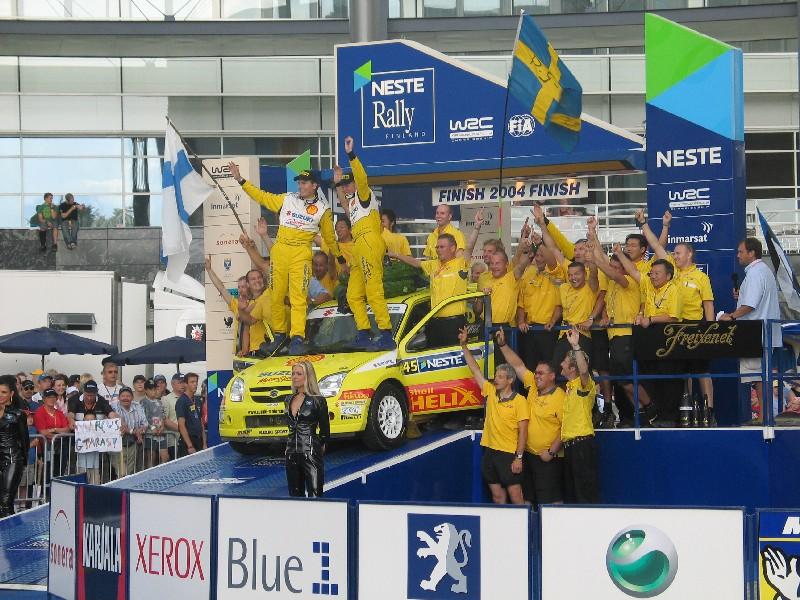
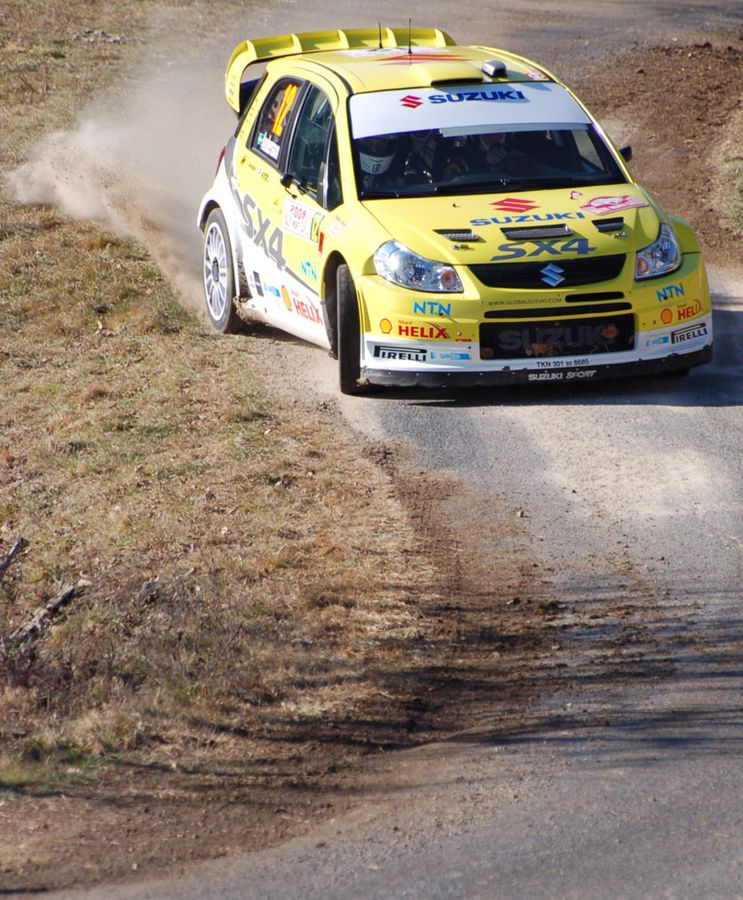
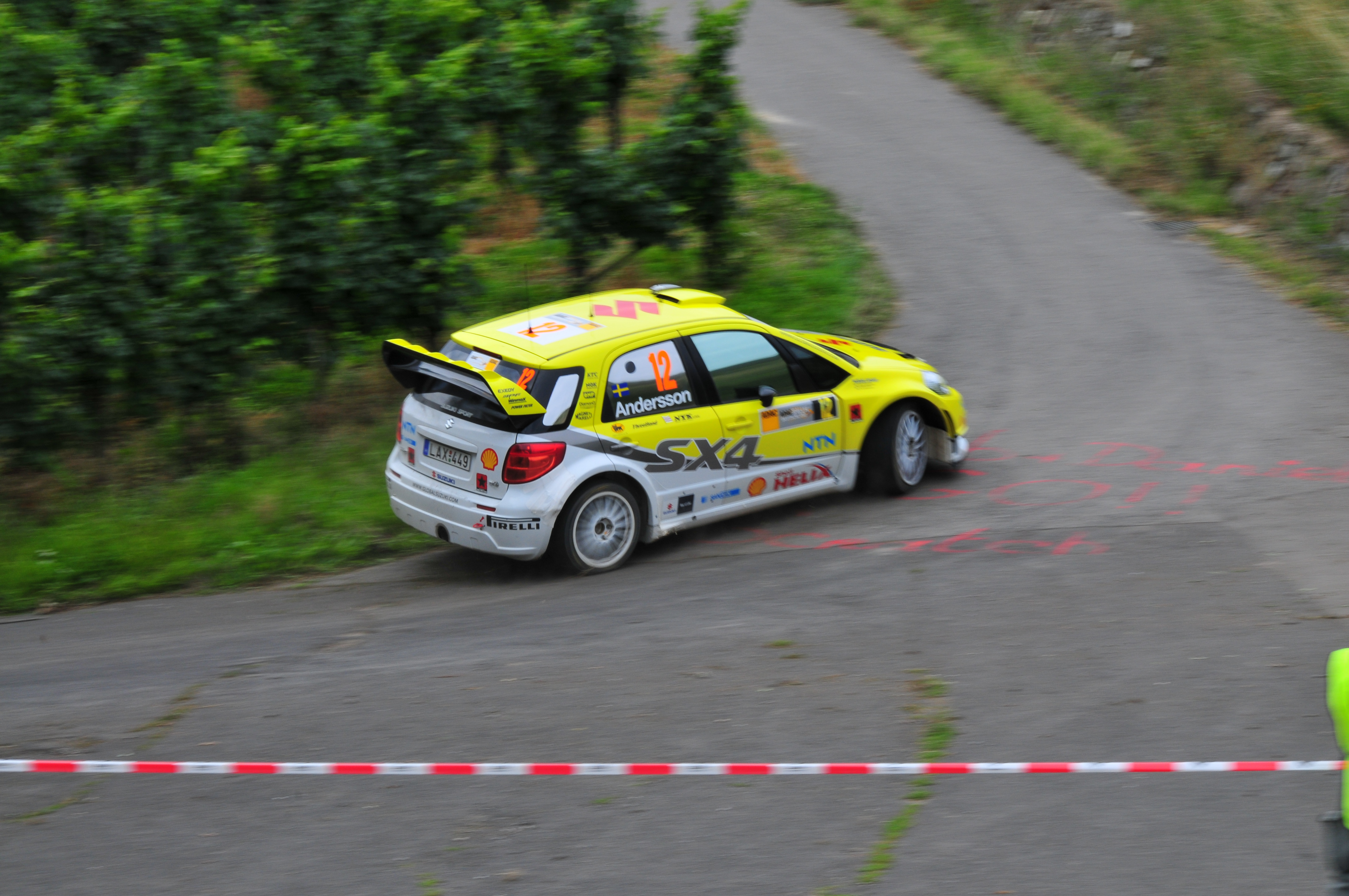
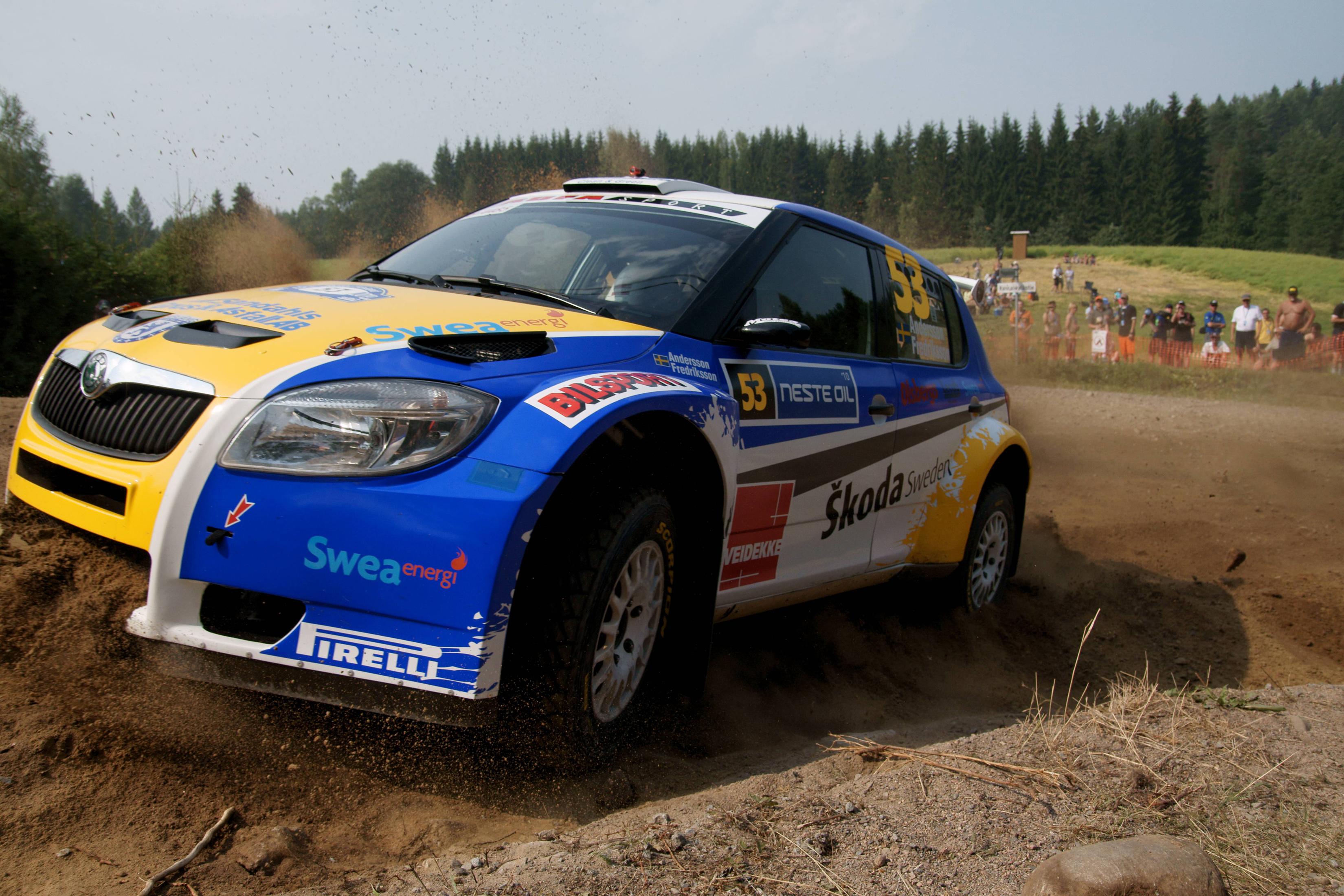

## Palmarès

### Titres
| Saison | Titre                                         | Voiture                      |
| ------ | --------------------------------------------- | ---------------------------- |
| 2003   | Champion de Suède des rallyes du Groupe a     | Renault Clio S1600           |
| 2004   | Champion du monde des rallyes junior          | Suzuki Ignis S1600           |
| 2007   | Champion du monde des rallyes junior          | Suzuki Swift S1600           |
| 2012   | Vice-champion du monde des rallyes Super 2000 | Proton Satira Neo Super 2000 |

### Victoires

#### Victoires en championnat du monde des Rallyes Junior
| # | Saison | Rallye                   | Pays     | Copilote        | Voiture            |
| - | ------ | ------------------------ | -------- | --------------- | ------------------ |
| 1 | 2004   | 5e Rallye de Turquie     | Turquie  | Jonas Andersson | Suzuki Ignis S1600 |
| 2 | 2004   | 54e Rallye de Finlande   | Finlande | Jonas Andersson | Suzuki Ignis S1600 |
| 3 | 2004   | Rallye de Sardaigne      | Italie   | Jonas Andersson | Suzuki Ignis S1600 |
| 4 | 2005   | 52e Rallye de l'Acropole | Grèce    | Jonas Andersson | Suzuki Ignis S1600 |
| 5 | 2006   | 55e Rallye de Suède      | Suède    | Jonas Andersson | Suzuki Ignis S1600 |
| 6 | 2007   | Rallye de Norvège        | Norvège  | Jonas Andersson | Suzuki Ignis S1600 |
| 7 | 2007   | Rallye du Portugal       | Portugal | Jonas Andersson | Suzuki Ignis S1600 |
| 7 | 2007   | 43e Rallye de Catalogne  | Espagne  | Jonas Andersson | Suzuki Ignis S1600 |

#### Victoires en Championnat du monde des rallyes des voitures Super 2000 (S-WRC)
| # | Saison | Rallye              | Pays  | Copilote           | Voiture            |
| - | ------ | ------------------- | ----- | ------------------ | ------------------ |
| 1 | 2010   | 58e Rallye de Suède | Suède | Anders Fredriksson | Suzuki Ignis S1600 |

#### Autres victoires
| # | Saison | Rallye                | Pays    | Copilote           | Voiture                  |
| - | ------ | --------------------- | ------- | ------------------ | ------------------------ |
| 1 | 2008   | Romjulsrally          | Norvège | Jonas Andersson    | Škoda Fabia WRC          |
| 2 | 2009   | Sigdalsrally          | Norvège | Jonas Andersson    | Škoda Fabia WRC          |
| 3 | 2009   | KMK-Trofén            | Suède   | Anders Fredriksson | Mitsubishi Lancer Evo IX |
| 4 | 2010   | KMK-Trofén (Rally SM) | Suède   | Anders Fredriksson | Mitsubishi Lancer Evo IX |

## Résultats en rallye

### Résultats détaillés en championnat du monde des rallyes
| Saison     | Rallye | Rallye | Rallye | Rallye | Rallye | Rallye | Rallye | Rallye | Rallye | Rallye | Rallye | Rallye | Rallye | Rallye | Rallye | Rallye | Points | Classement final |
| ---------- | ------ | ------ | ------ | ------ | ------ | ------ | ------ | ------ | ------ | ------ | ------ | ------ | ------ | ------ | ------ | ------ | ------ | ---------------- |
| 2002       | MON    | SUE    | FRA    | ESP    | CYP    | ARG    | GRE    | KEN    | FIN    | ALL    | ITA    | NZL    | AUS    | GBR    |        |        | 0      | -                |
| 2002       | -      | 43e    | -      | -      | -      | -      | -      | -      | -      | -      | -      | -      | -      | -      |        |        | 0      | -                |
|            |        |        |        |        |        |        |        |        |        |        |        |        |        |        |        |        |        |                  |
| 2003       | MON    | SUE    | TUR    | NZL    | ARG    | GRE    | CYP    | ALL    | FIN    | AUS    | ITA    | FRA    | ESP    | GBR    |        |        | 0      | -                |
| 2003       | -      | -      | -      | -      | -      | -      | -      | -      | Ab.    | -      | 19e    | -      | Ab.    | Ab.    |        |        | 0      | -                |
|            |        |        |        |        |        |        |        |        |        |        |        |        |        |        |        |        |        |                  |
| 2004       | MON    | SUE    | MEX    | NZL    | CYP    | GRE    | TUR    | ARG    | FIN    | ALL    | JPN    | GBR    | ITA    | FRA    | ESP    | AUS    | 0      | -                |
| 2004       | 19e    | 25e    | -      | -      | -      | Ab.    | 11e    | -      | 16e    | -      | Ab.    | Ab.    | 9e     | -      | 16e    | -      | 0      | -                |
| J-WRC 2004 | 8e.    |        |        |        |        | Ab.    | 1er    |        | 1er    |        |        | Ab     | 1er    |        | 2e     |        | 39     | 1er (J-WRC)      |
|            |        |        |        |        |        |        |        |        |        |        |        |        |        |        |        |        |        |                  |
| 2005       | MON    | SUE    | MEX    | NZL    | ITA    | CYP    | TUR    | GRE    | ARG    | FIN    | ALL    | GBR    | JPN    | FRA    | ESP    | AUS    | 0      | -                |
| 2005       | 18e    | 18e    | 14e    | 17e    | 22e    | 33e    | 19e    | 15e    | -      | Ab.    | 16e    | 22e    | 22e    | -      | Ab.    | -      | 0      | -                |
| J-WRC 2005 | 6e     |        | 2e     |        | 5e     |        |        | 1er    |        | Ab     | 4e     |        |        | -      | Ab     |        | 30     | 6e (J-WRC)       |
|            |        |        |        |        |        |        |        |        |        |        |        |        |        |        |        |        |        |                  |
| 2006       | MON    | SUE    | MEX    | ESP    | FRA    | ARG    | ITA    | GRE    | ALL    | FIN    | JPN    | CYP    | TUR    | AUS    | NZL    | GBR    | 0      | -                |
| 2006       | -      | 19e    | -      | -      | -      | 34e    | 21e    | -      | -      | 18e    | -      | -      | Dq.    | -      | -      | Ab.    | 0      | -                |
| J-WRC 2006 |        | 1er    |        | -      | -      | 3e     | 4e     |        |        | 2e     |        |        | Dq.    |        |        | Ab.    | 29     | 3e (J-WRC)       |
|            |        |        |        |        |        |        |        |        |        |        |        |        |        |        |        |        |        |                  |
| 2007       | MON    | SUE    | NOR    | MEX    | POR    | ARG    | ITA    | GRE    | FIN    | ALL    | NZL    | ESP    | FRA    | JPN    | IRL    | GBR    | 0      | -                |
| 2007       | -      | -      | 18e    |        | 14e    |        | 14e    | -      | -      | -      | -      | 15e    | 20e    | -      | -      | -      | 0      | -                |
| J-WRC 2007 |        |        | 1er    |        | 1er    |        | 2e     |        | -      | -      |        | 1er    | 4e     |        |        |        | 43     | 1er (J-WRC)      |
|            |        |        |        |        |        |        |        |        |        |        |        |        |        |        |        |        |        |                  |
| 2008       | MON    | SUE    | MEX    | ARG    | JOR    | ITA    | GRE    | TUR    | FIN    | ALL    | NZL    | ESP    | FRA    | JPN    | GBR    |        | 12     | 12e              |
| 2008       | 8e     | Ab.    | Ab.    | 24e    | Ab.    | 9e     | 11e    | Ab.    | Ab.    | 15e    | 6e     | 32e    | 17e    | 5e     | 5e     |        | 12     | 12e              |
|            |        |        |        |        |        |        |        |        |        |        |        |        |        |        |        |        |        |                  |
| 2009       | IRL    | NOR    | CYP    | POR    | ARG    | ITA    | GRE    | POL    | FIN    | AUS    | ESP    | GBR    |        |        |        |        | 0      | -                |
| 2009       | -      | Ab.    | -      | -      | -      | -      | -      | -      | -      | -      | -      | -      |        |        |        |        | 0      | -                |
|            |        |        |        |        |        |        |        |        |        |        |        |        |        |        |        |        |        |                  |
| 2010       | SUE    | MEX    | JOR    | TUR    | NZL    | POR    | BUL    | FIN    | ALL    | JPN    | FRA    | ESP    | GBR    |        |        |        | 8      | 13e              |
| 2010       | 10e    | -      | 16e    | -      | -      | 16e    | 7e     | 10e    | 13e    | -      | -      | -      | -      |        |        |        | 8      | 13e              |
| S-WRC 2010 | 1er    | -      | 3e     |        | -      | 5e     |        | 2e     | 3e     | -      | -      |        | -      |        |        |        | 25     | 9e (S-WRC)       |
|            |        |        |        |        |        |        |        |        |        |        |        |        |        |        |        |        |        |                  |
| 2011       | SUE    | MEX    | POR    | JOR    | ITA    | ARG    | GRE    | FIN    | ALL    | AUS    | FRA    | ESP    | GBR    |        |        |        | 6      | 20e              |
| 2011       | 7e     | -      | -      | -      | 15e    | -      | -      | 15e    | -      | -      | -      | -      |        |        |        |        | 6      | 20e              |
|            |        |        |        |        |        |        |        |        |        |        |        |        |        |        |        |        |        |                  |
| 2012       | MON    | SWE    | MEX    | POR    | ARG    | GRE    | NZL    | FIN    | GER    | GBR    | FRA    | ITA    | ESP    |        |        |        | 0      | en cours         |
| 2012       | Ab.    | 14e    |        | -      |        |        | 23e    | 11e    |        | 24e    | 24e    |        | 8e     |        |        |        | 0      | en cours         |
| S-WRC 2012 | Ab.    | 1er    |        | -      |        |        | 2e     | 1er    |        | 6e     | 3e     |        | 2e     |        |        |        | 109    | 2e               |
|            |        |        |        |        |        |        |        |        |        |        |        |        |        |        |        |        |        |                  |

### Résultats en Intercontinental Rally Challenge
| 2010 | MON | BRA | ARG | ESP | ITA | BEL | POR | POR | CZE | ESP | ITA | GBR | CYP | 0 | -   |  |  |  |
| 2010 | -   | -   | -   | -   | Ab. | -   | -   | -   | -   | An. | -   | -   | -   | 0 | -   |  |  |  |
|      |     |     |     |     |     |     |     |     |     |     |     |     |     |   |     |  |  |  |
| 2011 | MON | CAN | COR | UKR | BEL | AÇO | CZE | HUN | ITA | GBR | CHY |     |     | 2 | 37e |  |  |  |
| 2011 | Ab. | 14e | -   | Ab. | 18e | -   | 9e  | Ab. | -   | Ab. | -   |     |     | 2 | 37e |  |  |  |